# Deivydas Matulevičius
Deivydas Matulevičius (n. 8 aprilie 1989, Alytus, RSS Lituaniană, URSS) este un fotbalist lituanian, care joacă pe post de atacant la FK Dainava Alytus în A Lyga. Pe plan internațional, are prezențe la națională pentru Lituania U17⁠(d), Lituania U19⁠(d), Lituania U21⁠(d) și Lituania.